# Yucatáni indigószajkó
A yucatáni indigószajkó (Cyanocorax yucatanicus) a  madarak osztályának verébalakúak (Passeriformes) rendjébe és a varjúfélék (Corvidae) családjába tartozó faj.

## Alfajai
- Cyanocorax yucatanicus rivularis ( Brodkorb, 1940)
- Cyanocorax yucatanicus yucatanicus ( A. J. C. Dubois, 1875)[2]

## Rendszerezése
A fajt François Noel Alexandre Dubois írta le 1875-ben, a Cyanocitta nembe Cyanocitta yucatanica néven.

## Előfordulása
Mexikó déli részén, valamint Belize és Guatemala területén honos. Természetes élőhelyei a szubtrópusi és trópusi száraz erdők, síkvidéki esőerdők és bokrosok, valamint másodlagos erdők. Állandó, nem vonuló faj.

## Megjelenése
Testhossza 33 centiméter, testtömege 105-128 gramm.
|  |  |

## Szaporodása
Fészekalja 4-6 tojásból áll.

## Természetvédelmi helyzete
Az elterjedési területe nagyon nagy, egyedszáma pedig stabil. A Természetvédelmi Világszövetség Vörös listáján nem fenyegetett fajként szerepel.